# Val-Gundi
Der Val-Gundi (Ctenodactylus vali) ist ein nordafrikanisches Nagetier aus der Familie der Kammfinger (Ctenodactylidae) und wird zusammen mit dem Eigentlichen Gundi in die Gattung Ctenodactylus gestellt. In der Roten Liste gefährdeter Arten der IUCN wird der Val-Gundi mit DD (Data Deficient (ungenügende Datengrundlage)) geführt.

## Merkmale
In ihrem Äußeren ähneln der Val-Gundi wie auch der gattungsverwandte Eigentliche Gundi dem Meerschweinchen. Sie besitzen ein graues, weiches, samtiges Fell, haben rundliche Ohren, runde Augen, einen gedrungenen Körper und eher stumpfnasigen Kopf, kurze Beine, einen kurzen Hals und einen kurzen, haarigen Schwanz. Im Unterschied zum Eigentlichen Gundi ist der Val-Gundi etwas kleiner und weist eine enorm aufgeblasene Ohrmuschel und andersgeformte hinterste Backenzähne auf. Hierauf stützte Oldfield Thomas seine Erstbeschreibung einer neuen Art.

## Verbreitung

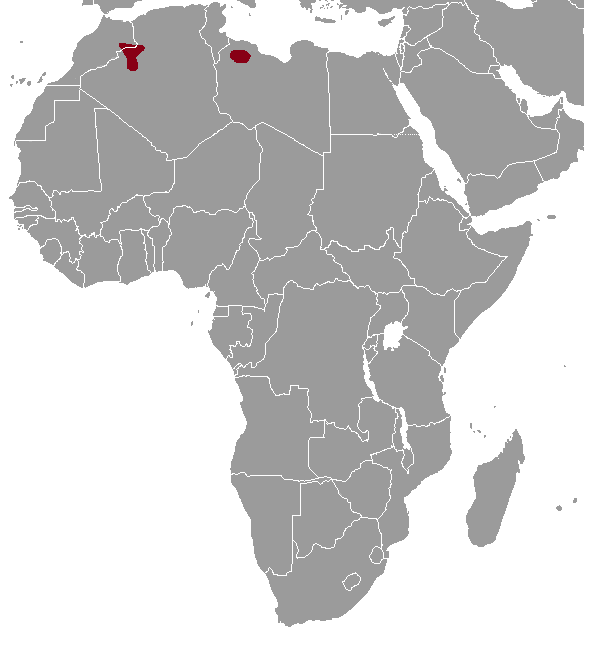
Verbreitungsgebiete

Thomas hatte Ctenodactylus vali im Jahr 1902 in Libyen, etwa 300 km südöstlich von Tripolis, vorgefunden. Die 1936 erstbeschriebene Art Ctenodactylus joleaudi, auf die Henri Heim de Balsac etwa 1000 km weiter westlich bei Figuig an der marokkanisch-algerischen Grenze gestoßen war, erwies sich trotz der räumlichen Entfernung ihrer Verbreitungsgebiete als identisch mit Ctenodactylus vali, worauf der französische Zoologe Francis Petter sie 1961 zu einer Art vereinte.
Die westliche Population tritt im Osten Marokkos, vor allem aber im angrenzenden Nordwestalgerien in den Tälern Oued Guir, Oued Zousfana und Oued Saoura auf und reicht im Süden bis nach Kerzaz in der algerischen Provinz Béni Abbès. Die östliche Population lebt im nordwestlichen Libyen auf Plateaus von ungefähr 1000 Metern Höhe.

## Lebensweise und Fortpflanzung
Der Val-Gundi bevorzugt felsige Lebensräume und nutzt Risse und Felsspalten als Deckung. Im Vergleich zum Eigentlichen Gundi lebt er in trockeneren Wüstenregionen, was auf seine Konkurrenz mit dem Eigentlichen Gundi zurückgeführt wird, und ist viel weniger gesellig als dieser. Die Männchen und Weibchen kommen nur in der Brutzeit von November bis Januar zusammen. Sie sind im Allgemeinen tagaktiv, gelegentlich auch für kurze Zeit nach Sonnenuntergang. Nach einer Tragzeit von 56 Tagen wird ein Wurf von ein bis drei Jungen geboren. Das Weibchen bringt zwei oder drei Würfe pro Jahr zur Welt. Die vorherigen Würfe sind vor der Geburt des nächsten Wurfs unabhängig.